# Хайдоше
Хайдоше (словен. Hajdoše) — поселення в общині Хайдина, Подравський регіон‎, Словенія.